# Зоотроп

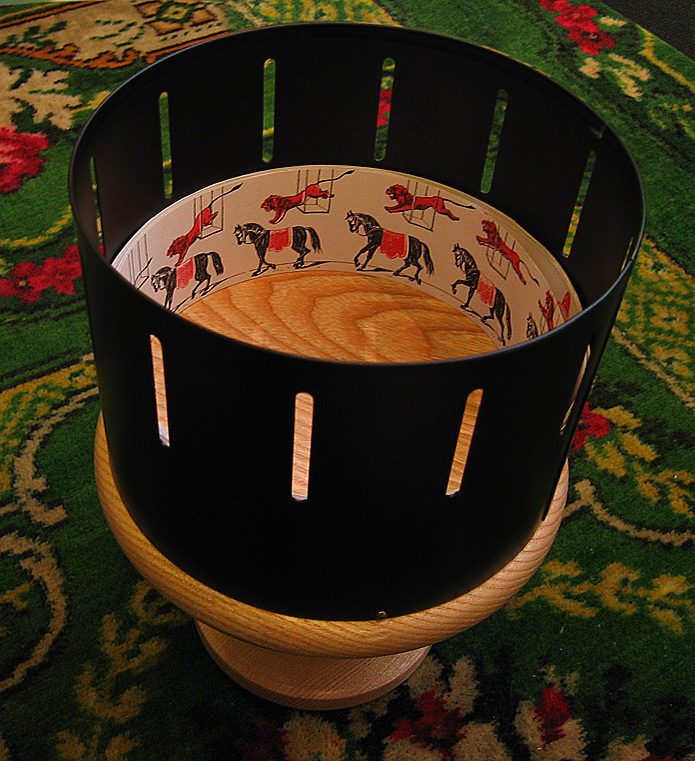
Сучасна репліка зоотропу Вікторіанської епохи

Зоотроп (від дав.-гр. ζωή зоон — життя, τροπή тропос — обертання) — пристрій для створення ілюзії руху від швидкої послідовної зміни статичних зображень, конструкція якого заснована на персистенції, здатності сітківки ока зберігати зображення.
Принцип роботи був відомий ще у давньому Китаї. Винахідником сучасного зоотропа є Вільям Джордж Горнер (англ. William George Horner). Зоотроп є продовженням ідей фенакістископу Жозефа Плато. Наприкінці XX століття були розроблені пристрої, що працюють на аналогічних принципах. Їх називають лінійні зоотропи та 3D зоотропи, тоді як традиційні прийнято іменувати циліндричними.

## Конструкція

У зоотропі диск з отворами замінений дерев'яним або металевим барабаном, відкритим зверху, прорізаним вертикальними щілинами з боків та обертовими горизонтально на осі. Диск із картинками замінений довгою стрічкою, яка поміщається, згорнута в коло, всередині барабана. Ці стрічки могли вмістити п'ять, десять та більше дюжин картинок, тоді як диски не могли вмістити більше двох дюжин.— Жорж Садуль

## Історія створення
Перший відомий зоотроп був створений ще в Китаї близько 180 н. е. винахідником Дін Хуаном (кит.: 丁 缓). Винахід Дін Хуана був заснований на явищі конвекції: пристрій, що нагадував вентилятор, із зображеннями на лопатях, знаходився над лампою. Гаряче повітря, що підіймалося, змушувало лопаті обертатися, і за певної швидкості виникала ілюзія рухомого зображення. Пристрій Дін Хуана називали «чао хуа чіч куан» (труба, яка змушує з'являтися фантазії).
У кінці 1832 року бельгійський професор та винахідник Жозеф Плато створює свій головний винахід — фенакістископ. У 1834 році британський математик Вільям Джордж Горнер вдосконалив винахід Плато, фактично створивши сучасний зоотроп. Сам він називав свій винахід «дедалеум» (на честь Дедала), або «колесо диявола». В одному з варіантів дедалеума замість малюнків були розміщені статуетки, чим справлялося враження рельєфного кіно. У 1860 році француз Дезвінь називає зоотропом один із таких пристроїв. У квітні 1867 американець Вільям Ф. Лінкольн (англ. William F. Lincoln) патентує свою варіацію апарату саме під такою назвою, іноді називаючи також «колесо життя». Популярність зоотропу Лінкольна закріпили за всіма подібними пристроями назву «Зоотроп». У Великій Британії приблизно в цей же час патентує зоотроп Мілтон Бредлі.
У 1853 австрійським бароном фон Ухаціусом був представлений перший кінопроєктор — поєднання фенакістископу та чарівного ліхтаря. У 1860-ті створюють аналогічні пристрої на основі зоотропу.

Зоотроп є новою формою зубчастого диска Плато, створеного до опису колеса Фарадея.
Найбільш чудовим у зоотропі є те, що малюнки в ньому намальовані на стрічці з тонкого картону. Це було не що інше, як прототип сучасної кіноплівки. Думка продовжити цю стрічку до нескінченності привела Рейно, а можливо і Маре та Томаса Едісона, до уявлення про сучасний фільм.— Жорж Садуль

## Сучасні зоотропи
У вересні 1980 року кінорежисер Білл Бранд встановив лінійний зоотроп, який назвав «мастранзископ», на платформі колишньої станції метро в Нью-Йорку. Він складається зі стіни з 228 віконцями, за кожним з яких розташовано щит із малюнком; пасажири поїзда, дивлячись на малюнки, що з'являються й зникають за вікном, бачать подобу мультфільму.
2008 року компанія Sony створила BRAVIA-Дром — зоотроп у вигляді тора діаметром 10 м і масою 10 т. Усередині міститься другий тор, що являє собою багато вигнутих екранів. Внутрішній тор обертається з обвідною швидкістю 44 км/год (і може розганятися до понад 50 км/год). На екранах з'являється зображення високої чіткості. Розташований BRAVIA-Дром у Венарія-Реале (північна Італія). У ньому використано 64 зображення бразильського футболіста Какá. BRAVIA-Дром занесено в книгу рекордів Гіннесса як найбільший зоотроп у світі.